# Mariner 5
A Mariner 5 (Mariner Venus 1967) foi uma nave espacial norte-americana que fez parte do Programa Mariner que transportou experimentos complementares para estudos da atmosfera de Vênus.
A Mariner 5 foi originalmente construída como uma cópia de segurança para a Mariner 4, mas depois do sucesso daquela, foi modificada para a "missão Venus", removendo a câmera de televisão, invertendo e reduzindo os quatro painéis solares, e adicionando isolamento térmico extra.
A decolagem ocorreu em 14 de junho de 1967 do Complexo de Lançamento 12 da Estação da Força Aérea de Cabo Canaveral no veículo Atlas 5401. O desempenho do reforço foi normal durante a parte Atlas do lançamento e a primeira queima do Agena, com todos os sistemas operando no nível adequado. Durante a segunda queima do Agena, flutuações anormais na pressão da câmara do motor ocorreram, no entanto, elas não impediram a injeção interplanetária bem-sucedida. Houve várias ocorrências desse comportamento em lançamentos anteriores da NASA e da Força Aérea e um programa foi iniciado para corrigi-lo, o que levou a um redesenho da caixa de engrenagens do turbo Agena. A Mariner 5 voou por Vênus em 19 de outubro daquele ano a uma altitude de 3 990 quilômetros (2 480 milhas). Com instrumentos mais sensíveis do que seu predecessor Mariner 2, A Mariner 5 foi capaz de lançar uma nova luz sobre o planeta quente coberto por nuvens e sobre as condições no espaço interplanetário.
Dados de rádio ocultação do Mariner 5 ajudaram a entender os dados de temperatura e pressão retornados pelo módulo de pouso Venera 4, que chegou a Vênus pouco antes dele. Os dados do Venera 4 e do Mariner 5 foram subsequentemente analisados em conjunto por um grupo de trabalho soviético-estadunidense do COSPAR em 1969, uma organização de cooperação espacial inicial. Com os dados dessas missões, ficou claro que Vênus tinha uma superfície muito quente e uma atmosfera ainda mais densa do que o esperado.
As operações da Mariner 5 terminaram em Novembro de 1967 e a sonda foi deixada em uma órbita heliocêntrica.